# Meyuns
Meyuns ist die zweitgrößte Siedlung im administrativen Staat Koror (d. h. ein Verwaltungsgebiet) im Inselstaat Palau im Pazifik.

## Geographie
Mit 1000 Einwohnern ist Meyuns fast so groß wie die Siedlung des Staates Airai. Sie liegt im Westen des Archipels auf der Insel Ngerekebesang und ist mit der Hauptstadt Koror auf der Insel Oreor durch Fahrdämme verbunden. Zusammen mit Ngerekebesang und Echang bildet der Ort die Ansiedlungen auf Ngerekebesang. In Meyuns befindet sich das Belau National Hospital, das größte Krankenhaus des Landes.
Während Ort und Insel im Norden an die große Komebail Lagoon angrenzen, ist die Insel Ngerekebesang nach Osten durch Riffe und seichte Kanäle mit Oreor verbunden und nach Süden trennt nur der schmale Kanal Llebuchel (Arkabesan Anchorage) die Insel von der Insel Ngerchaol im Süden. Der Hauptteil der Siedlung Meyuns liegt auf dem „Pfannenstiel“, der sich nach Osten erstreckt.

## Bildung
Schulen werden vom Ministry of Education geführt. Die Meyuns Elementary School wurde erst um 1969 gebaut und 1973 erweitert. Die Schule wurde gegründet, nachdem der Typhoon Sally die Koror Elementary School in Koror zerstört hatte. Vorher war die Verwaltung der Trust Territories of the Pacific Islands überhaupt nicht an Schulbauten in Meyuns interessiert.
Für weiterführende Bildung müssen Schüler die Palau High School in Koror besuchen.